# Série O des archives départementales
La série O des Archives départementales est la série des Archives départementales, en France, qui est consacrée aux archives relevant de la tutelle des communes depuis l'an VIII. Cette tutelle étant mise en œuvre par la préfecture, les dossiers proviennent des services préfectoraux ayant eu à contrôler l'administration communale soit dans son cours ordinaire soit à l'occasion d'actions particulières, telles que l'ouverture d'une route. La plupart des documents formant le fonds émanent en premier lieu des communes, pour former de manière continue la base qui permet au contrôle préfectoral de s'exercer : « La série O se constitue donc parallèlement aux archives communales proprement dites, conservées dans les mairies et en est le complément » résume le Guide des Archives de l'Oise .
Les textes législatifs les plus importants du point de vue de la tutelle communale sont la loi du 28 pluviôse an VIII, la loi du 18 juillet 1837 et celle du 5 avril 1884. En conséquence, les thèmes majeurs de la série sont les biens et services de la commune, sa voirie et ses équipements, les dons et legs à la commune (quoique la série concerne tout don ou legs au profit d'une instance publique). Ces thèmes se déclinent selon les communes en de multiples matières, et les documents correspondant complètent ou confortent utilement les archives communales proprement dites, tant pour l'utilité administrative que pour la connaissance historique, notamment l'histoire locale.
Outre les archives de la préfecture, la série peut aussi accueillir une partie du fonds du « greffe du conseil de préfecture qui apurait les comptes de gestion des communes jusqu'en 1934 et [de] la trésorerie générale chargée de la même fonction après 1934. ». (et la Cour des comptes pour les communes les plus importantes).
Finalement, sous des intitulés assez peu évocateurs et dans des rubriques souvent peu différenciées, les documents de cette série recèlent  « une masse d'informations concernant la gestion des communes dont l'intérêt mérite d'être souligné, au regard de l'histoire sociale, de l'histoire économique, de l'histoire des techniques, de la recherche ethnologique, entre autres. » 

## Formation de la série
Les fonds conservés dans la série O des différents départements dépendent de plusieurs facteurs dont le premier est l'organisation de la préfecture du département quant à la tutelle des communes, un autre - apparenté - étant l'histoire des versements aux Archives départementales.  Ainsi, l'émergence assez précoce d'un service spécialisé, comme en 1839 dans la Sarthe  la Division de l'Administration communale, ne peut que conférer une physionomie sensiblement différente aux archives transmises, en comparaison avec celles d'une préfecture où la tutelle est restée plus longtemps de la compétence de différents bureaux selon la matière
Toujours sur le plan de l'organisation administrative, la création d'un Service vicinal, service départemental voué à la voirie, au cours du XIXe siècle marque également la gestion de la voirie revenant aux communes et donc leurs archives relevant de la tutelle préfectorale.
Une fois déposées, les archives préfectorales sont affectées à la série O sur la base de la circulaire 65-29 du 16 décembre 1965 des Archives nationales. Cette circulaire prévoit la constitution de quatre sous-séries principales - 1 O à 4 O -, ainsi que les cas d'éliminations réglementaires. Les archives sont autant que possible présentées dans l'ordre alphabétique des communes, puis chronologiquement. Des départements peuvent cependant avoir opté avant 1965 pour un classement par ordre alphabétique des communes.
Comme pour la plupart des séries, les fonds varient à de nombreux points de vue d'un département à l'autre, mais dans tous les cas, un répertoire plus ou moins détaillé facilite la connaissance des documents disponibles et leur consultation. Ces derniers, ainsi que l'éventuel guide des archives, donnent des indications sur les fonds dans lesquels pourraient se trouver des documents apparentés à ceux de cette série (série M (Administration générale et économie) ; S ; Z (sous-préfectures) ; série continue...).
La série se termine habituellement en 1940, le relai étant pris par la série W, série continue.

## Sous-série 1 O - Généralités et affaires communales
Dans la sous-série 1 O devrait apparaître sous le titre - Généralités et affaires communales - ce qui concerne globalement la tutelle des communes du département. On y trouve naturellement les collections d'instructions, des états sur la situation financière des communes, comme plus exceptionnellement les dossiers d'enquêtes ministérielles sur les bâtiments, les biens, le personnel.
Cette sous-série peut comporter les archives d'associations syndicales intercommunales, par exemple d'électrification.

## Sous-série 2 O - Administration communale
La sous-série 2 O est destinée à tout ce qui relève de la gestion globale de toute commune avec comme pièces principales formant une longue suite, les comptes annuels de  gestion résultant du travail budgétaire communal. Il s'agit de la tutelle de la comptabilité des receveurs municipaux.
Le volume de documents d'une commune est ici étroitement lié à son importance du point de vue de l'activité. Les différentes rubriques peuvent s'inspirer du cadre de classement des archives communales selon l'incitation de la circulaire de 1965.
Les chapitres majeurs sont en principe :
- l'administration générale de la commune : personnel, règlements de police municipale, contentieux ;
- le contrôle de la comptabilité et des finances : revenus et dépenses (taxes, emprunts...) ;
- le contrôle de la gestion des biens, bâtiments et travaux communaux (travaux publics hors voirie (eau, éclairage, gaz, électrification...)). Ces dossiers et ceux de voirie (sous-série suivante) comportant souvent des plans ont un grand intérêt pour l'histoire du développement de la commune[7]. La gestion des archives communales est à l'origine d'échanges avec le préfet et ainsi de dossiers à ce niveau.

Selon les communes, la série fournit des données sur les différents personnels : secrétaires de mairie ; receveurs municipaux ; employés de l'octroi ; instituteurs ; cantonniers ; fossoyeur ; gardes champêtres ; agents et commissaires de police ; ingénieurs ; agents forestiers, etc.
Pareillement, à travers les ressources nécessaires à leur création ou entretien, la série renseigne sur les services publics de la commune : mairie, église, presbytère, écoles, cimetière, parfois bureau de poste, théâtre, hôpital, abattoirs, etc., ainsi que sur les divers réseaux : adduction d'eau, égouts, électrification, etc.
Sur un siècle et demi environ, cette sous-série rassemble les documents sur les recettes des communes, impositions et taxes très diverses notamment d'octrois et depuis le décret du 11 décembre 1926 autorisant les communes à établir des taxes. Par exemple, le répertoire de l'Ille-et-Vilaine fait état des perceptions suivantes toutes communes confondues :
- taxe sur les billards et les cercles 1871
- impôt sur les fruits à cidre 1892
- droit sur les plombs étrangers 1894-1898
- taxe sur les chiens 1903-1935
- taxe sur les boulangers forains, sur les domestiques, sur les pianos, et la valeur locative des locaux professionnels 1901-1939
- impôt sur les chevaux et voitures 1914... 1938
- droit de stationnement sur les voies navigables 1894-1928
- droit sur les banalités 1905
- droit des pauvres (taxe sur les spectacles) 1928-1935
- taxe sur les ateliers publics de distillation 1920
- taxe sur les chasses gardées 1917, 1929.

Pareillement, des dépenses apparaissent liées à des périodes particulières, ainsi les secours aux prêtres en 1912-1917 (Ille-et-Vilaine).

## Sous-série 3 O - Voirie communale
La sous-série 3 O est vouée aux opérations liées à la voirie communale, surtout depuis 1836 et « la loi du 21 mai 1836 en vertu de laquelle l'entretien des chemins devient une dépense obligatoire des communes est considéré comme le code des chemins vicinaux... » .
Il s'agit donc préférentiellement de la petite voirie, celle des voies qui ne sont pas communes à plusieurs communes et dont le financement est à charge d'une seule. Dans les autres cas, les dossiers sont en principe dans la série S des archives départementales.
Par exception ou autrement, les documents peuvent concerner tout type de voie quelle que soit son importance et donc l'origine de son financement : 
- C.G.C. : les chemins de grande communication ou routes départementales ;
- C.I.C. : les chemins d'intérêt commun, reliant des chefs-lieux ;
- C.V.O. : chemins vicinaux ordinaires ; CR chemins ruraux ; ouvrages d'art et voirie urbaine.  Des dossiers peuvent en tout ou partie traiter du réseau de chemin de fer.

La structure de la sous-série est en partie liée à l'éventuelle existence d'un service vicinal au niveau du département, ses archives davantage liées à la réalisation technique rejoignant celles de la préfecture orientées vers la faisabilité et autres conditions juridiques, financières.

## Sous-série 4 O - Dons et legs
La sous-série 4 O  est affectée en principe aux dons et legs, plus exactement à tous les dossiers d'approbation quels qu'en soient les bénéficiaires : communes, établissements hospitaliers ou d'assistance aux pauvres, écoles, paroisses... Elle est normalement structurée à commencer par les cas complexes en allant vers les cas simples, commune par commune :
- dossiers généraux ;
- dossiers des libéralités à l'État ou au département ;
- dossiers de legs à répartir entre communes ;
- dossiers par communes.

Certains de ces dons, principalement au XIXe siècle, sont eux-mêmes destinés à favoriser la création d'établissements d'assistance ou d'éducation, bénéficiaires d'autres libéralités à l'avenir.
Concernant l'exécution des vœux et la gestion effective des dons, les archives se trouvent habituellement dans d'autres séries selon le type de bénéficiaire : série N pour les départements ; série V pour les fabriques paroissiales ; X pour les hôpitaux et la bienfaisance.

## Intérêt historique
La série O est d'abord une ressource notable pour l'histoire administrative, par exemple pour étudier l'action d'un préfet. À l'opposé, côté privé cette fois, les dons et legs peuvent être exploités pour l'histoire des mentalités.
Les dossiers de la série O sont d'une manière générale complémentaires des archives communales, et peuvent combler leurs lacunes. Ceux qui sont les plus riches d'un point de vue technique, notamment par la présence de plans, sont d'un grand intérêt pour l'histoire de l'art (églises...) et des techniques (voirie), pour la connaissance de l'évolution du cadre de vie et de l'équipement communal, pour l'histoire économique (impact du développement des réseaux, gestion des montagnes et forêts, etc.).
Pour les villes, des dossiers, en nombre, peuvent contribuer à l'étude de l'impact des routes ou voies ferrées.

## Répertoires publiés
- Administration et comptabilité communales. An VIII - 1940. Répertoire numérique détaillé de la série O. Archives départementales de la Corrèze, 2006.
- Répertoire numérique de la série O, Administration et comptabilité communales, 1800-1940, suivi d'un répertoire sélectif des cartes et plans conservés dans la série O. Archives départementales de Vaucluse, 1968.
- Répertoire numérique de la Série O - Affaires communales et service vicinal. Archives départementales de la Vendée.

Certains répertoires sont disponibles en ligne.

## Sources
- Gérard Naud, La série O des Archives départementales (Tutelle de l'administration communale) : l'expérience de la Sarthe, dans La Gazette des Archives, 3e trimestre 1973, p. 163-180.
- Les Guides des archives départementales.